# Perdita argemones
Perdita argemones is een vliesvleugelig insect uit de familie Andrenidae. De wetenschappelijke naam van de soort is voor het eerst geldig gepubliceerd in 1956 door Timberlake.